# Jor-El
Jor-El is een personage uit de Supermanstrips van DC Comics. Hij is een bewoner van de planeet Krypton en de biologische vader van Superman. Het personage werd bedacht door Jerry Siegel en Joe Shuster.
Omdat Jor-El bij de vernietiging van Krypton omkwam, wordt hij in de strips enkel gezien in flashbacks of holografische projecties.

## Geschiedenis
De originele versie van Jor-El verscheen voor het eerst in Action Comics #1 in 1938. In deze versie was Jor-El een grote geleerde op Krypton, die zich vooral bezighield met de ruimtevaart. In 1948 werd er voor het eerst dieper ingegaan op Jor-Els verleden. Op Krypton was Jor-El blijkbaar de uitvinder van veel bijzondere apparaten en de ontdekker van de Phantom Zone. Hij en zijn gezin woonden in de Kryptoniaanse hoofdstad Kryptonopolis. De El-familie stond op heel Krypton in hoog aanzien.
Toen Krypton werd geteisterd door een reeks aardbevingen onderzocht Jor-El deze, en ontdekte dat de planeet op het punt stond te ontploffen omdat de kern onstabiel was geworden. Hij probeerde zijn ontdekking tevergeefs aan de hoge raad van Krypton te tonen, maar zij geloofden hem niet en dwongen hem er met niemand over te praten.
Jor-El liet het er niet bij zitten en begon te experimenteren met zelfgemaakte raketten in de hoop in elk geval zijn eigen gezin te kunnen redden. Hij lanceerde eerst een testraket met de hond Krypto aan boord. Hij slaagde er niet in op tijd raketten voor zichzelf, zijn vrouw en hun zoon te bouwen, en maakte daarom enkel een voor Kal-El. Hij stuurde Kal-El naar de Aarde aangezien deze planeet een geschikt leefklimaat had voor Kryptonianen, wel wetend dat de Aardse zon en lagere zwaartekracht Kal-El superkrachten zouden geven. Jor-El kwam om toen de planeet ontpofte.
Na het verhaal “Crisis on Infinite Earth’s” onderging Jor-El net als veel personages een verandering qua achtergrond. In deze nieuwe versie was hij nog steeds een wetenschapper, maar niet langer een met hoog aanzien. Hij werd gezien als een zonderlinge man omdat hij gevoelens had voor zijn vrouw Lara, iets wat in de Kryptoniaanse gemeenschap ondenkbaar was omdat zelfs lichamelijk contact was verboden op de planeet. Toen Kryptons einde naderde gebruikte hij zijn kennis om het lichaam van zijn zoon Kal-El aan te passen zodat die op aarde kon leven (normaal konden Kryptonianen niet leven op een andere planeet).
In de mini-serie Superman: Birthright werd Jor-El weer grotendeels terugveranderd naar zijn oorspronkelijke versie. In dit verhaal ontdekte Jor-El pas kort voordat hij Kal-Els schip lanceert het bestaan van de Aarde.

## In andere media

### Films
Marlon Brando speelde Jor-El in de film Superman uit 1978. In de film wordt hij aan het begin nog levend gezien, maar sterft zodra Krypton ontploft. Toch keert hij later in de film weer terug als een hologram in Supermans schuilplaats.
Marlon filmde ook beeldmateriaal voor de vervolgfilm, Superman II, maar deze scènes werden niet in de film verwerkt. In de film Superman Returns deed Jor-El wel weer mee. Omdat Brando inmiddels was overleden werd voor deze film oud beeldmateriaal van hem gebruikt, gecombineerd met computeranimatie.
In de films Man of Steel en Justice League binnen de DC Extended Universe wordt de rol van Jor-El vertolkt en ingesproken door Russell Crowe.
In de film Superman uit 2025 van James Gunn wordt de rol van Jor-El vertolkt door Bradley Cooper.

### Animatie
Jor-El had een gastrol in de pilotaflevering van Superman: The Animated Series. In deze serie was hij ook een wetenschapper die Kryptons lot ontdekte, maar stond hij veel minder hoog in aanzien dan in de strips. Ook was deze versie van Jor-El een getalenteerde vechter en piloot. Deze versie van Jor-El had tevens een gastrol in de serie Justice League Unlimited in de aflevering "For the Man Who Has Everything". Jor-El verschijnt voor korte tijd in de animatiefilm DC League of Super-Pets, zijn stem wordt gedaan door Alfred Molina.

### Televisie
- Jor-El werd gespeeld door Robert Rockwell in de eerste aflevering van de serie Adventures of Superman.

- Een alien vermomd als Jor-El werd gezien in de serie Superboy.

- In Lois & Clark: The New Adventures of Superman speelde David Warner Jor-El in de aflevering "Foundling". François Giroday speelde de rol in "Big Girls Don't Fly."

- Terence Stamp deed de stem van Jor-El in de serie Smallville. Tom Welling, die ook Clark Kent speelt in de serie, speelde een jonge versie van Jor-El in een flashbackscène.